# Organigramme (schéma logique)
 (octobre 2019).
Pour les articles homonymes, voir organigramme.
Un organigramme est un mode de présentation d'un phénomène complexe s'appuyant sur la mise en relation de cases contenant des informations par des traits ou des flèches. Il se distingue de la carte heuristique par l'articulation des différentes informations, quand la carte heuristique fonctionne par rayonnement autour d'un élément central.

## L'organigramme comme mode d'expression de la complexité
La pensée complexe, définie par Edgar Morin, nécessite pour s'exprimer des outils permettant de juxtaposer une grande diversité de paramètres, et de rendre possible les rétro-actions. Les formes habituelles de l'écrit sont alors d'un usage malaisé (récit, dissertation, note de synthèse) de par leur structure linéaire. Le graphiques ou cartes ne sont pas plus adaptés.
L'organigramme, venu des sciences et de la sociologie, s'avère alors pertinent.

## L'organigramme dans l'enseignement
L'organigramme présente de nombreux atouts pour l'enseignement. D'une part, il explicite le lien cause-effet, cause de nombreuses confusions dans le raisonnement des élèves. D'autre part, il permet à des élèves souffrant de troubles de l'écriture d'exprimer leurs capacités de compréhension ou d'analyse, sans passer par la structure phrase. 
Cet outil permet ainsi une diversification des pratiques fort utile.
L'élève peut être amené à lire, compléter ou produire (à partir d'un document ou seul) un organigramme. 
Cependant cet outil est encore peu employé[réf. nécessaire]. Il n'est explicitement demandé dans aucune évaluation nationale (sauf à l'incorporer dans des "productions graphiques" au sens plus large). Plusieurs manuels scolaires[réf. nécessaire]en proposent de plus en plus sous la forme d'organigrammes de synthèse en fin de chapitre ou comme organigrammes placés à compléter.